# Гупер (Колорадо)
Гупер (англ. Hooper) — місто (англ. town) в США, в окрузі Аламоса штату Колорадо. Населення — 81 особа (2020).

## Географія
Гупер розташований за координатами 37°44′46″ пн. ш. 105°52′40″ зх. д. / 37.74611° пн. ш. 105.87778° зх. д. (37.745976, -105.877735).  За даними Бюро перепису населення США в 2010 році місто мало площу 0,65 км², уся площа — суходіл.

## Демографія
Згідно з переписом 2010 року, у місті мешкали 103 особи в 44 домогосподарствах у складі 27 родин. Густота населення становила 158 осіб/км².  Було 62 помешкання (95/км²).
Расовий склад населення:
| - 74,8 % — білих - 5,8 % — корінних американців - 15,5 % — осіб інших рас |

До двох чи більше рас належало 3,9 %. Частка іспаномовних становила 30,1 % від усіх жителів.
За віковим діапазоном населення розподілялося таким чином: 31,1 % — особи молодші 18 років, 51,4 % — особи у віці 18—64 років, 17,5 % — особи у віці 65 років та старші. Медіана віку мешканця становила 43,5 року. На 100 осіб жіночої статі у місті припадало 106,0 чоловіків;  на 100 жінок у віці від 18 років та старших — 97,2 чоловіків також старших 18 років.
Цивільне працевлаштоване населення становило 25 осіб. Основні галузі зайнятості: освіта, охорона здоров'я та соціальна допомога — 52,0 %, виробництво — 20,0 %, оптова торгівля — 8,0 %, роздрібна торгівля — 8,0 %.